# Gempolkrep
Gempolkrep is een bestuurslaag in het regentschap Mojokerto van de provincie Oost-Java, Indonesië. Gempolkrep telt 3348 inwoners (volkstelling 2010).